# Calibre à limites
Pour les articles homonymes, voir Calibre.
Les calibres à limites sont des outils de contrôle utilisés dans l'industrie mécanique permettant de vérifier de façon simple le respect des exigences fonctionnelles des pièces après usinage. Ils sont utilisés en cours de process de production ou de réception.

## Généralité et principe
Le principe du contrôle d'une grandeur mécanique par calibre à limite est basé sur l'utilisation d'un calibre ENTRE et d'un calibre N'ENTRE PAS parfois appelés GO et NO GO. Ce contrôle ne donne pas de renseignement sur la valeur de la grandeur. En revanche, il renseigne sur le fait que la grandeur mesurée est dans la tolérance spécifiée et nécessaire pour assurer le fonctionnement d'un ensemble mécanique. 
C'est donc en principe un contrôle de fabrication ou même de réception mais ce n'est pas une mesure. Les calibres à limite ne sont pas des appareils mesureurs (comme un pied à coulisse par exemple). Son avantage réside dans la simplicité et la rapidité du contrôle. Elle permet un tri des pièces mais elle ne permettra pas de faire un diagnostic sur une éventuelle non-conformité.
La grandeur mesurée est dite dans la tolérance si : 
- le calibre ENTRE n'interfère pas avec la grandeur, c’est-à-dire pénètre.
- le calibre N'ENTRE PAS interfère avec la grandeur, c’est-à-dire ne pénètre pas.

| Calibre intérieur | Calibre extérieur |
| ----------------- | ----------------- |
|                   |                   |

## Remarque
Dans le cas de l'utilisation de la norme internationale ISO 8015 (1985), introduite dans le système de normalisation français en 1992 (NF E 04-561) rend caduque l'utilisation de calibres N'ENTRE PAS.
Le calibre ENTRE n'est plus utilisé que pour vérifier si l'exigence d'enveloppe est respectée.
Le principe des deux tampons ENTRE et N'ENTRE PAS reste cependant utilisé dans de nombreux cas.

## Contrôle de formes lisses

### Alésage
Le calibre est appelé dans ce cas un tampon. Il existe des tampons « pleins » de forme cylindrique et des tampons dits plats.
Pour vérifier un alésage, le tampon ENTRE doit pénétrer sur la totalité de l'alésage sans que le contrôleur n'applique une force trop importante. Dans le cas d'utilisation d'un tampon plat, le contrôleur doit faire pénétrer le tampon successivement suivant deux plans axiaux perpendiculaires. Le tampon N'ENTRE PAS ne doit pas pénétrer en étant utilisé à la main sans force excessive. 
| Tampon lisse double | Tampon lisse plat |
| ------------------- | ----------------- |
|                     |                   |

### Arbre
Le calibre est appelé ici une mâchoire. Il existe plusieurs modèles de mâchoire : mâchoire double avec un côté ENTRE et un N'ENTRE PAS, des mâchoires simples, des mâchoires simples dites à l'enfilade, des mâchoires réglables. Les mâchoires à l'enfilade et réglables comportent une partie ENTRE et une partie N'ENTRE PAS placées l'une derrière l'autre. Le contrôleur vérifie en un seul geste la dimension de sa pièce. Il est également possible d'utiliser des bagues.
La mâchoire ENTRE doit pénétrer sur la pièce sous l'effet de son propre poids. De même, la mâchoire N'ENTRE PAS ne doit pas pénétrer sous l'effet de son propre poids (si l'arbre est horizontal). Pour vérifier la totalité de l'arbre, il faut effectuer le contrôle en plusieurs positions.
| Mâchoire double | Mâchoire dite par enfilade | Mâchoire réglable |
| --------------- | -------------------------- | ----------------- |
|                 |                            |                   |

## Contrôle de filetage

### Filetagecylindrique
Le contrôle est ici effectué avec quatre tampons : 
- deux tampons (filetage intérieur) ou bagues (filetage extérieur) lisses (ENTRE et N'ENTRE PAS)
- deux tampons (filetage intérieur) ou bagues (filetage extérieur) filetées (ENTRE et N'ENTRE PAS)

Les tampons ou bagues lisses permettent de vérifier le diamètre intérieur (filetage intérieur) ou extérieur (filetage extérieur) en « sommet de filet ». Les tampons ou bagues filetée permettent de vérifier le diamètre du filetage à « flanc de filet ». Les deux grandeurs étant indépendantes il est impératif d'effectuer le contrôle avec les deux jeux de calibres.
| Tampon fileté double | Tampons filetés simples | Bagues |
| -------------------- | ----------------------- | ------ |
|                      |                         |        |

### Filetageconique

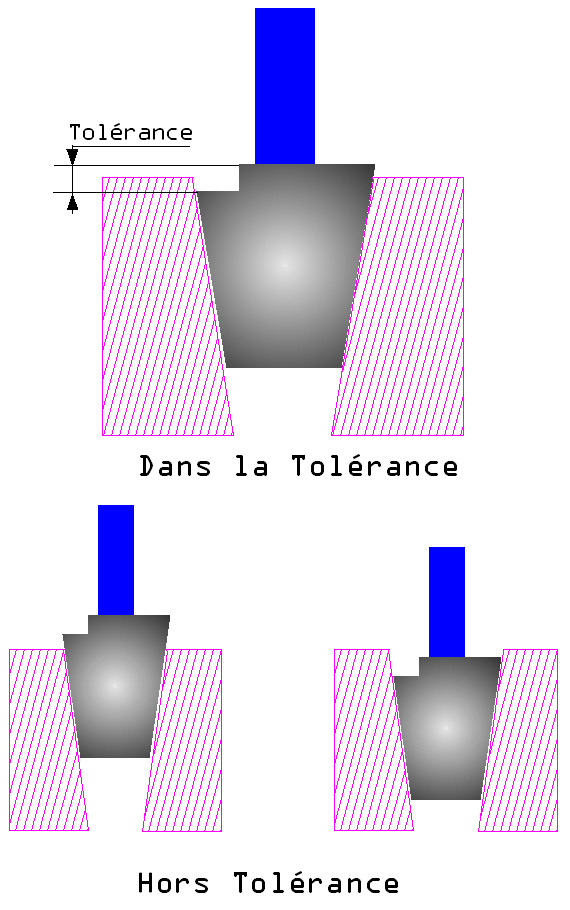
Principe du contrôle à l'aide d'un tampon conique.

Le contrôle d'un filetage conique par calibre à limite n'est pas effectué par des tampons ENTRE et N'ENTRE PAS mais à l'aide de calibres dont la tolérance est matérialisée par une encoche située sur le haut du calibre (tampon pour filetage intérieur et bague pour filetage extérieur). Le calibre contrôle dans ce cas une pénétration. Pour être conforme, la face supérieure du filetage ne doit pas être en dessous ou au-dessus des deux plans représentés par l'encoche.
De même les calibres ne doivent pas « boiter » ce qui indiquerait alors un angle du cône trop faible ou trop important.
De la même manière que pour le filetage cylindrique, le contrôle s'effectue à l'aide d'un calibre lisse qui vérifie le cône en sommet de filet et un calibre fileté qui vérifie le cône à flanc de filet.
| Tampon conique | Gros plan sur l'encoche du calibre lisse |
| -------------- | ---------------------------------------- |
|                |                                          |

## Normes
La liste de normes ci-dessous est une sélection de normes générales ayant pour sujet les calibres à limites. Il existe de nombreuses normes nationales ou internationales spécifiques (notamment pour les filetages) qui ne sont pas mentionnées ici.

### Norme française (AFNOR)
- NF C66-419 Ferrures - Calibres à limites pour vérification des filetages des consoles et tiges de fixation d'isolateurs et des filetages de douille.
- NF E03-612 Filetage trapézoïdal asymétrique d'angles 3°et 45°, "dit artillerie" - Vérification par calibres à limites.
- NF E03-619 Filetages métriques trapézoïdaux ISO - Vérification par calibres à limites.
- NF E11-020 Instruments de mesurage de longueur - Calibres à limites et étalons de travail - Terminologie - Désignation abrégée.

### Norme internationale (ISO) et/ouEN
- ISO 7-2 Filetages de tuyauterie pour raccordement avec étanchéité dans le filet - Partie 2 : vérification par calibres à limites.
- NF EN ISO 228-2 Filetages de tuyauterie pour raccordement sans étanchéité dans le filet - Partie 2 : vérification par calibres à limites.
- NF ISO 1502 Filetages métriques ISO pour usages généraux - Calibres à limites et vérification.
- NF EN 10226-3 Filetages de tuyauteries pour raccordement avec étanchéité par le filetage - Partie 3 : vérification par calibres à limites.